# South Barnard Islands
Die South Barnard Islands sind eine aus zwei Inseln bestehende unbewohnte Inselgruppe im Nordosten des australischen Bundesstaats Queensland. Die Inseln liegen etwa sechs Kilometer nordöstlich des Küstenorts Kurrimine Beach.

## Inseln
| Inselname       | Aliasname | Koordinaten           | Fläche |
| --------------- | --------- | --------------------- | ------ |
| Stephens Island |           | 17° 44′ S, 146° 10′ O | …      |
| Sisters Island  |           | 17° 45′ S, 146° 10′ O | …      |

## Nationalpark
Zusammen mit den sieben Kilometer nördlich gelegenen North Barnard Islands bilden die South Barnard Islands den Barnard Island Group National Park.